# ماتاغلبا
ماتاغلبا (بالإنجليزية: Matagalpa, Nicaragua)‏ هي مدينة تتبع إدارة ماتاغلبا . بلغ عدد سكانها 150000 نسمة في 2010 . تبلغ مساحتها 675 كيلومتر مربع . ورمزها البريدي هو 61000.

## مدن توأم
المدن التوأم:
- تلبرغ[14]
- وبرتال[15]
- غينزفيل، فلوريدا[16]
- أولو.[17]

## أعلام
- بارتولومي مارتينيز
- مارينا جاكوبي